# Square Jules-Verne
Pour les articles homonymes, voir Jules Verne (homonymie).
Le square Jules-Verne est un square du 11e arrondissement de Paris, en France. 

## Situation et accès

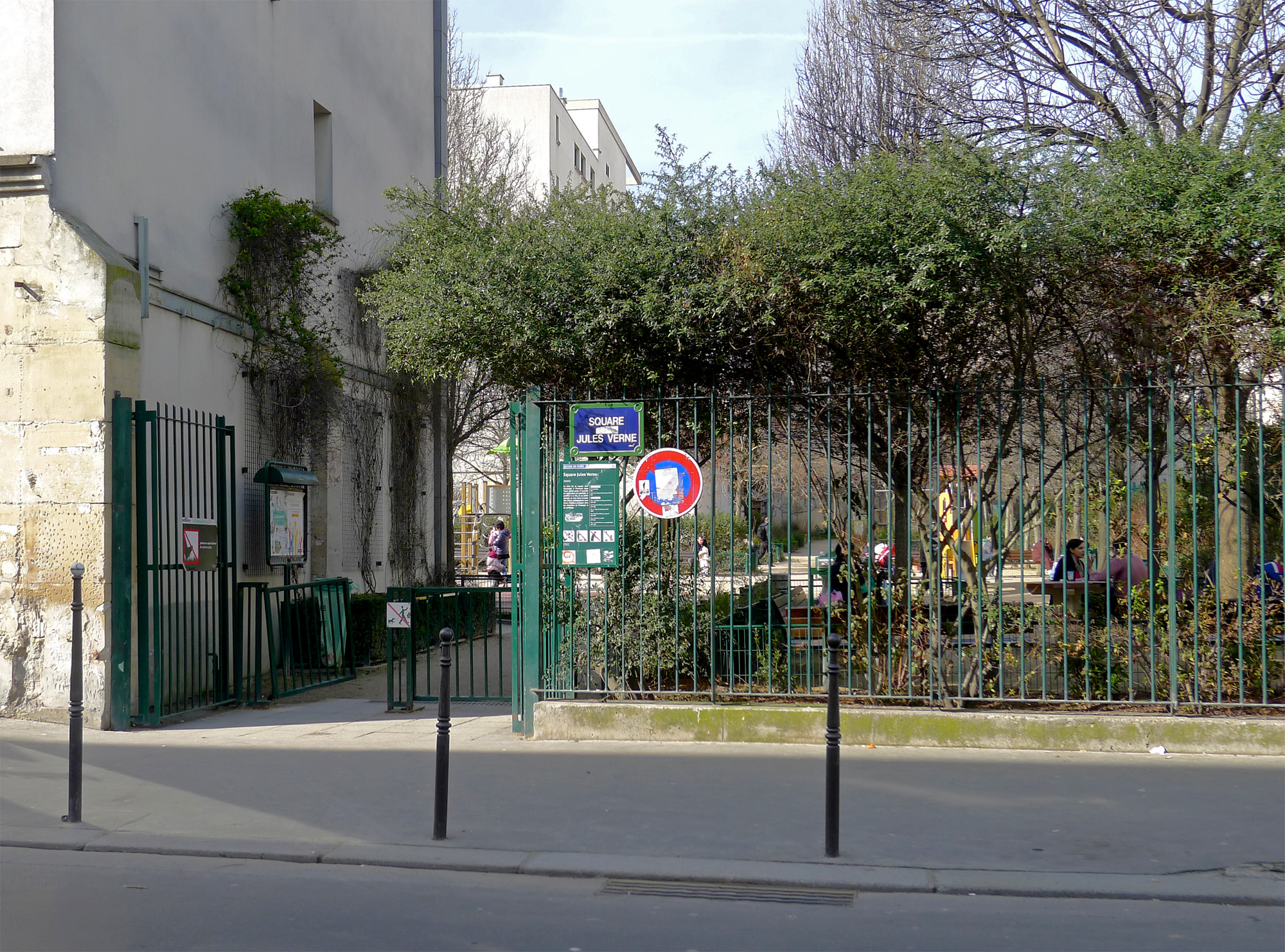
Entrée du square, côté rue de l'Orillon.

La rue Jules-Verne jouxte aussi le square.
Le site est accessible par la rue de l'Orillon.
Il est desservi par les lignes 2 et 11 à la station Belleville et par la ligne 11 à la station Goncourt.

## Origine du nom
La rue et le square Jules-Verne sont nommés d'après l'écrivain français Jules Verne (1828-1905).

## Historique
Créé en 2000, cet espace vert s'étend sur 2 300 m2. Au fond du square se trouve un jardin partagé.